# Хиу
Хиу (на езика Бислама Hiu и Hiw) е най-северният остров влизащ в състава на Република Вануату. Намира се в архипелага Нови Хебриди Тихи океан, с координати 13°08′00″ ю. ш. 166°34′00″ и. д. / 13.133333° ю. ш. 166.566667° и. д..
Островът е част от островната група Торес и съгласно административното деление на страната попада под юрисдикцията на провинция Торба.
Хию е древен коралов масив, издигнат над водната повърхност вследствие вулканична дейност в района. Островът е слабо населен, като на него живеят около 200 души. Има малка инфраструктура и незначително развитие. Не засегната от цивилизацията, естествената околна среда е в отлично състояние – изобилие от риба, омари, раци.
Забравен, далеч от столицата Порт Вила, той рядко е посещаван от туристи.
Интерес за посетителите на острова представляват сталактитите и сталагмитите в пещерата Йейенву в планината Вонвараон. Страхотна атракция са древните отпечатъци от длани и рисунките по стените ѝ.